# Повзик гімалайський
Повзик гімалайський (Sitta himalayensis) — вид горобцеподібних птахів родини повзикових (Sittidae).

## Поширення
Вид поширений в гірських районах на півночі та сході Індії, в Непалі, Бутані, М'янмі, на півночі Таїланду, Лаосу та В'єтнаму, на півдні Китаю. Його природними середовищами існування є субтропічні або тропічні вологі низинні ліси та субтропічні або тропічні вологі гірські ліси.